# Pram (gruppo musicale)
I Pram sono un gruppo musicale britannico fondato a Birmingham nel 1990.
Considerati uno dei gruppi più creativi degli anni novanta e dei primi anni Duemila, i Pram prendono il nome dal passeggino per le bambole, particolare che secondo qualcuno suggerisce il carattere volutamente bambinesco del loro stile.

## Stile musicale
Generalmente considerati un gruppo post rock, i Pram si sono caratterizzati per il delicato e fratturato registro sonoro vicino all'electro pop, al dream pop e al rock progressivo. La loro musica "aggiorna la musica dei grandi jazzisti degli anni sessanta all'era del dub e dell'elettronica" e sarebbe l'"equivalente sonoro di Rosemary's Baby per il suo inquietante amalgama di virtù e di pericolo imminente." Si affidano ad arrangiamenti insoliti e complessi (fra cui glockenspiel, pianoforte giocattolo e triangolo) nonché sulla voce delicata della Cuckston e si ispirano agli Stereolab. AllMusic li classifica anche come gruppo di varie sfumature di rock alternativo e del dream pop. Dopo l'EP Gash, debitore delle Raincoats, hanno arricchito gli arrangiamenti e i timbri della loro musica dapprima con The Stars Are So Big, The Earth Is So Small ... Stay as You Are (1993) e poi con Helium (1994) contaminato dal trip hop e dal jazz. Con l'apprezzato Sargasso Sea (1995) hanno usato i campionamenti in modo più consistente nonché "ritmi indefinibili, melodie incompiute, trombe che farfugliano e passaggi slegati fra loro".

## Discografia

### Album in studio
- 1993 – The Stars Are So Big, The Earth Is So Small ... Stay as You Are
- 1994 – Helium
- 1995 – Sargasso Sea
- 1998 – North Pole Radio Station
- 2000 – The Museum of Imaginary Animals
- 2001 – Somniloquy
- 2002 – Dark Island
- 2007 – The Moving Frontier
- 2018 – Across the Meridian

### EP e singoli
- 1992 – Gash
- 1993 – Iron Lung E.P.
- 1994 – Meshes
- 1996 – Music for Your Movies
- 1996 – Omnichord / Sixty Years of Telephony
- 1997 – The Last Astronaut
- 1998 – Sleepy Sweet
- 1999 – Keep in a Dry Place and Away From Children
- 2000 – The Owl Service
- 2008 – Prisoner of the Seven Pines

### Raccolte
- 1995 – Perambulations
- 1999 – Telemetric Melodies

### Video album
- 2008 – Shadow Shows of the Phantascope